# 坎塔布里人

坎塔布里亚战争时期的坎塔布里人分布图

坎塔布里人是前罗马时期一支较大的凯尔特人部落，公元前4世纪至公元前一世纪晚期分布于古代西班牙的北大西洋沿岸地区。 

## 起源
对坎塔布里亚的地名的研究显示当地具有非常明显的凯尔特和印欧语系特征，这一研究推翻了人们原先认为坎塔布里人起源于前印欧语系地区或巴斯克本土的观点。德国语言学家尤尔根·恩特曼基于1998年鲁伊斯-加尔维斯提出的证据，提出坎塔布里人是从布列塔尼半岛和加龙河口间地区出发，浮海渡过大西洋后抵达伊比利亚半岛，在加利西亚和坎塔布里亚海岸地区定居下来。

## 分布
坎塔布里人主要集中在西班牙北方大西洋沿岸的高原地带居住，这一地区包括现代的坎塔布里亚省全部、阿斯图里亚斯的东部、卡斯蒂利亚-莱昂附近的山区以及帕伦西亚和布尔戈斯的北缘。在公元前一世纪，坎塔布里人的部落联盟大约由11个部落组成。部落会盟地位于阿拉西勒姆，该城坐落于战略要地贝萨亚河谷。其他几个重要的坎塔布里人要塞还包括维里卡，贝吉达，阿马亚。

## 宗教

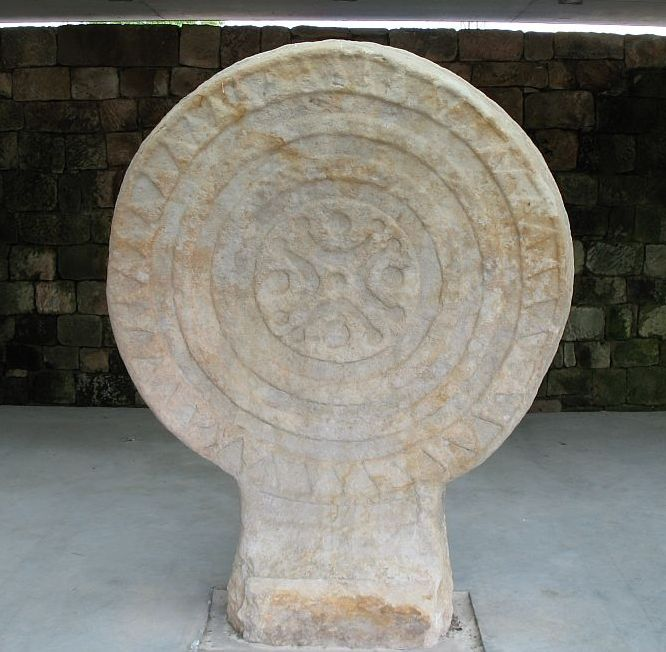
坎塔布里亚石碑，用砂岩雕刻（直径1.70米，厚0.32米）

从文献和考古发现的碑文中，可以证实坎塔布里人和他们的加里西亚和阿斯图雷斯邻居一样信奉多神教，他们在橡树林、松林、高山、水井间祭拜印欧语系庞杂的男女诸神。
有充分的证据显示坎塔布里人中出现过有组织的非德魯伊祭祀阶层，负责主持复杂的宗教仪式，包括仪式性的蒸汽浴和舞蹈、预言、占卜、牺牲和人殉。斯特拉波在《地理学》中提及西北一带的人曾向不知名的战神献祭马匹。贺拉斯和西利乌斯·伊塔利库斯也曾记载道康卡尼部落的人在祭典上饮用马血的习俗。

## 文化

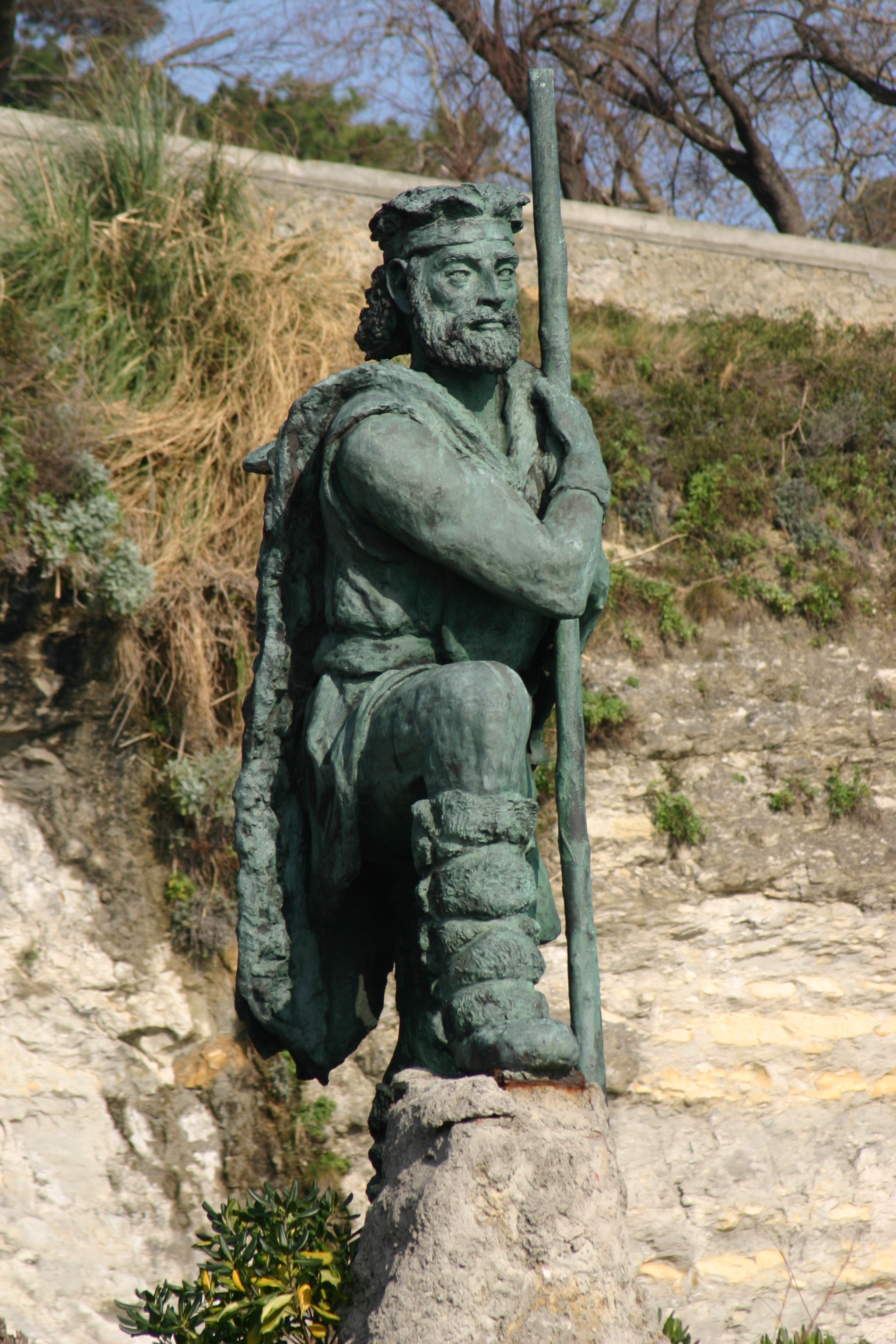
桑坦德的坎塔布里人纪念碑

根据老普林尼在《博物志》中德记载，坎塔布里亚地区出产金、银、锡、铅、铁、磁石、琥珀，但当地的居民并不清楚这一点。斯特拉波在《地理学》中也记载了当地发现盐矿，其中一个就在卡韦松德拉萨尔附近。

## 历史
很长一段时间里，罗马人视坎塔布里人为野蛮人，是难以驯服的山民，拒绝让他们加入军团。罗马人认为坎塔布里人坚韧而勇猛，是雇佣军的理想兵源，不过他们一旦失去组织也很容易成为土匪。在李维和波利比乌斯的历史著作中记载了坎塔布里人作为雇佣军为迦太基服务，参加了公元前207年的第二次布匿战争的梅陶罗河战役。传记作家康涅利乌斯·尼波斯则宣称在公元前195年凯尔特伊比利亚一系列战争中，部分坎塔布里人部落为老加图效力。（大多数当代史料对此表示怀疑，因为像李维、阿皮安、波利比乌斯的著作中完全没有提及）而到了公元前二世纪的晚期凯尔特伊比利亚战争期间，又效力于瓦凯依和凯尔特伊比利亚。坎塔布里人凶名之盛，在努曼提亚战争中可见一斑，当罗马人听闻一大群坎塔布里人与瓦凯伊联军正在接近的传闻后，执政官盖乌斯·霍斯蒂留斯·曼齐努斯和2万名军团士兵惊慌失措，在签下屈辱性的協定后投降。
然而到了公元前一世纪早期，坎塔布里人开始在罗马军团和罗马西班牙行省的叛军之间两面三刀，而不为任何一方效力时又四下掠夺。在塞托里亚战争（公元前82–前72年）的最后阶段，坎塔布里亚人追随了庞培，并继续为他效力至列伊达战役战败（前49年）。而在此稍早的时候（前56年），坎塔布里人也曾不太成功地介入过高卢战争，当时他们曾出兵协助阿奎塔尼人以对抗凯撒麾下的帕布留斯·克拉苏（马库斯·李锡尼·克拉苏之子）。
公元前29年，在科洛科塔领导下，坎塔布里人对瓦凯伊、图尔莫迪吉、奥特里戈尼斯等富庶地区进行了袭击，据弗罗鲁斯的记载，这些袭击的背后有瓦凯伊的反抗罗马势力在支持。这些袭击最终导致了第一次坎塔布里亚战争的爆发，罗马皇帝奥古斯都最终征服并屠杀了坎塔布里人。剩余的坎塔布里人被吸收入新建立的特兰斯度里亚纳省。
然而，由奥古斯都设计，将领阿格里帕实施的，试图维持安定的严厉措施，却进一步加剧了坎塔布里亚的动荡。不断有新的部落起义发生（包括公元前20一次迅速扩散到邻省阿斯图里亚斯的严重的奴隶起义），整个坎塔布里亚地区充斥着大大小小的游击战，直到一世纪成立了由当地人自治的塔拉科西班牙行省才逐渐平稳。

## 罗马统治时期
虽然罗马人在坎塔布里亚建立了殖民地，并派驻治安部队（第四军团-马其顿），但未能将当地人彻底地罗马化。整个罗马统治时期，坎塔布里人仍然使用凯尔特语，并在宗教、文化等方面沿袭传统。同时，坎塔布里人也保留了战斗的技巧，并加入罗马军队的辅兵军团，他们参加了公元43年克勞狄一世征服不列颠的战争。
就如同他们的阿斯图里亚斯邻居一样，坎塔布里人在公元四世纪晚欧洲民族大迁徙期间陷入新一轮的动荡，并在6世纪早期融入西哥特人。从此，坎塔布里人开始信奉基督教，但直到公元8世纪倭马亚王朝征服伊比利亚后才彻底地在语言和文化上拉丁化。